# طوطی‌های گلی
طوطی‌های گُلی (به انگلیسی: Rosella) یا طوطی‌های دم‌پهن (نام علمی: Platycercus)، نام یک سرده از تیره طوطیان سبز است.